# مهرجان كان السينمائي 2004
مهرجان كان السينمائي لعام 2004 هو النسخة الـ57 للمهرجان اقيم في الفترة من 12 إلى 23 مايو 2004، ترأس لجنة تحكيم المسابقة الرئيسية المخرج الأمريكي كوينتن تارانتينو. وحصل الفيلم الوثائقي فهرنهايت 9/11 للمخرج الأمريكي مايكل مور على السعفة الذهبية، ليصبح أول فيلم وثائقي يفوز بالجائزة الرئيسية للمهرجان.
افتتح المهرجان بفيلم التربية السيئة للمخرج بيدرو ألمودوبار، واختتم بفيلم دي-لوفلي للمخرج إروين وينكلر. وكانت لورا مورانتي سيدة الاحتفالات.

## المشاركون

### المسابقة الرسمية
الافلام التالية تنافست للفوز بجائزة السعفة الذهبية:
| العنوان                   | العنوان الاصلي                      | المخرج                 | بلد الانتاج                                        |
| ------------------------- | ----------------------------------- | ---------------------- | -------------------------------------------------- |
| 2046                      | 2046                                | وونغ كار واي           | هونغ كونغ، فرنسا، إيطاليا، الصين، ألمانيا          |
| نظيف                      | Clean                               | أوليفيير أساياس        | فرنسا، المملكة المتحدة، كندا                       |
| عواقب الحب                | Le conseguenze dell'amore           | باولو سورينتينو        | إيطاليا                                            |
| قد ولت الأعوام السمينة    | Die fetten Jahre sind vorbei        | هانز وينغارتنر         | النمسا، ألمانيا                                    |
| منفيون                    | Exils                               | توني غاتليف            | فرنسا                                              |
| فهرنهايت 9/11             | Fahrenheit 9/11                     | مايكل مور              | الولايات المتحدة                                   |
| غوست إن ذا شيل 2: البراءة | イノセンス, Inosensu                | مامورو أوشي            | اليابان                                            |
| الفتاة المقدسة            | La niña santa                       | لوكريثيا مارتيل        | الأرجنتين، إيطاليا                                 |
| قاتلي السيدة              | The Ladykillers                     | الأخوان كوين           | الولايات المتحدة                                   |
| حياة وموت بيتر سيلرز      | The Life and Death of Peter Sellers | ستيفن هوبكينز          | المملكة المتحدة، الولايات المتحدة                  |
| الحياة معجزة              | Живот је чудо                       | أمير كوستوريتسا        | صربيا                                              |
| مثل صورة                  | Comme une image                     | آغنس جاوي              | فرنسا                                              |
| يوميات دراجة نارية        | Diarios de motocicleta              | والتر سالس             | الأرجنتين، البرازيل، الولايات المتحدة، تشيلي، بيرو |
| موندوفينو                 | Mondovino                           | جوناثان نوسيتر         | الولايات المتحدة                                   |
| لا أحد يعلم               | 誰も知らない                        | هيروكازو كورئيدا       | اليابان                                            |
| الفتى العجوز              | 올드보이                            | بارك تشان ووك          | كوريا الجنوبية                                     |
| شريك 2                    | Shrek 2                             | أندرو آدمسون           | الولايات المتحدة                                   |
| مرض استوائي               | สัตว์ประหลาด                          | أبيشاتبونغ ويراسيتاكول | تايلاند                                            |
| المرأة هي مستقبل الرجل    | 여자는 남자의 미래다                | هونغ سانغ سو           | كوريا الجنوبية                                     |

## روابط خارجية
- مهرجان كان السينمائي 2004 على موقع IMDb (الإنجليزية)